# Tricentrus depressispinis
Tricentrus depressispinis är en insektsart som beskrevs av Yasmeen och S. Ahmad 1978. Tricentrus depressispinis ingår i släktet Tricentrus och familjen hornstritar. Inga underarter finns listade i Catalogue of Life.